# باغ‌وحش (میان‌دورود)
باغ وحش، روستایی است از توابع شهرستان میان‌دورود در استان مازندران ایران.

## جمعیت
این روستا در دهستان میان‌دورود بزرگ قرار داشته و براساس آخرین سرشماری مرکز آمار ایران که در سال ۱۳۸۵ صورت گرفته، جمعیت آن ۱۴نفر (۴خانوار) بوده‌است.